# Cheng Shifa
Cheng Shifa (kinesisk: 程 十 髮; pinyin: Chéng Shífà; 1921 - 17 juni 2007) var en kinesisk konstnär som arbetade med kalligrafi, måleri och teckning.
Cheng föddes i en liten kinesisk by utanför Shanghai 1921, i moderna Fengjing. Han studerade ursprungligen medicin innan han bestämde sig för att fokusera på konst. Han tog examen från Shanghai Art College 1941. Cheng hade sin första konstutställning 1942.
Cheng var ursprungligen känd som en illustratör. Han uppmärksammades först för att illustrera noveller för Lu Xun, som anses vara en av 1900-talets mest kända kinesiska satirister. Emellertid blev Cheng till slut mest känd för sina traditionella penselmålningar av etniska minoritetsgrupper från Yunnan, en provins i sydväst som är känd för sin etniska mångfald. Chengs arbete betonade enheten och kopplingen mellan olika etniska grupper och fick utmärkelser från regeringen.
Cheng dog på ett sjukhus i Shanghai den 17 juni 2007.